# Мурад Ґерай (нуреддин)
Мурад Ґерай (Гірей) (крым. Murad Geray , مراد كراى ‎ помер у 1591 році) — кримський нуреддін у 1584 році, син кримського хана Мехмеда II Ґерая (1577–1584) і молодший брат Саадета II Ґерая (хан в 1584).

## Біографія
В 1584 кримський хан Мехмед II Ґерай підняв заколот проти османського панування, відмовився брати участь в ірано-турецькій війні і осадив турецьку фортецю Кафу. Османський султан Мурад III призначив новим кримським ханом Ісляма II Ґерая, молодшого брата Мехмеда II, і відправив його до Криму з великим турецьким загоном. Іслям Ґерай з яничарами висадився в Кафе, де до нього незабаром приєдналися брати Алп Ґерай, Шакай Мубарек Ґерай та Селямет Ґерай. Кримська знать також визнала владу Ісляма II Ґерая. Повалений хан Мехмед II Ґерай разом із сім'єю втік із Криму, сподіваючись знайти притулок та підтримку у Малу Ногайську орду. Однак на околицях Перекопа Мехмед Ґерай був наздогнаний і вбитий своїм братом, калгою Алпом Ґераєм. Але його сини Саадет, Сафа і Мурад Ґераї врятувалися втечею і прибули в ногайські улуси.
У тому ж 1584 Саадет Ґерай з братами Сафою і Мурадом Ґераями, зібравши 15-тисячне ногайське військо, зробив похід проти свого дядька, кримського хана Ісляма II Ґерая. Саадет Ґерай вступив до Криму та захопив Бахчисарай, де проголосив себе новим кримським ханом. Він призначив своїх братів Сафу Ґерая та Мурада Ґерая калгою та нуреддіном. Колишній хан Іслям II Ґерай утік у Кафу, звідки звернувся по допомогу до Стамбула. Османський султан Мурад III відправив до нього на допомогу три тисячі яничарів. Іслям Ґерай та Альп Ґерай з турецьким військом виступили в похід проти своїх племінників, які були розбиті в битві в долині річки Індол. Саадет Ґерай із братами змушений був відступити із Криму в ногайські улуси. Наступного 1585 року Саадет Ґерай на чолі ногайського війська зробив другий похід на Крим, але був зупинений і відбитий калгою Алпом Ґераєм. Саадет Ґерай, втративши підтримку Малої Ногайської орди, вирушив у Кумикію, у володіння шамхала тарковського, яке брати Сафа Ґерай і Мурад Ґерай — до Черкесії і Астрахань. Воєвода астраханський князь Федір Лобанов-Ростовський відправив царевича Мурада до Москви.
Навесні 1586 царевич Мурад Ґерай прибув до Москви, де був прийнятий з великими почестями царем Федором Івановичем (1584–1598). Московський уряд вирішив використати Мурада Ґерая як можливого претендента на кримський ханський престол. У Москві кримський царевич Мурад був представлений польсько-литовському послу Михайлу Гарабурді. 21 червня Мурад «їв» у царя з боярами князем Ф. Мстиславським, Б. Годуновим, Ф. Юр'євим, І. Сіцьким та окольничим І. Бутурліним. Мурад Ґерай за себе та своїх братів Саадета та Сафу склав присягу на вірність московському цареві. Федір Іваннович дозволив Мураду проживати в Астрахані, а його брати Саадет та Сафа Ґераї отримали дозвіл оселитися у Великій Ногайській орді та кочувати разом із ногайцями під Астраханню. 18 липня Мураду Ґераю було оголошено про відпустку в Астрахань. Царський уряд обіцяв надати йому військову допомогу у боротьбі за ханський престол у Криму.
Розрядна книга 1475—1605 років повідомляє: «Того ж року липня о 18-й день відпустив государ кримського царевича Мурат Кірея Магмкет Киревича в Астрахань, а з Астрахані йти йому промишляти над Кримом, у землю, сісти йому в Криму царем, а служити йому царю і великому князю Федору Івановичу всієї Русії, та з ним послав госуар думново дворянина і воєводу Романа Михайловича Пивова і так Михайла Івановича сина Бурцова».
«Новий літописець» після відомостей про приїзд царевича Мурада Ґерая до Москви повідомляв, що «Цар же Федір його винагородив великою платнею і послав його на царство Астраханське, а з ним послав воєвод своїх князя Федора Михайловича Троєкурова та Івана Михайловича Пушкіна».
8 вересня 1586 Мурад Ґерай у супроводі двох московських воєвод відбув з Москви і по Волзі відправився в Астрахань. 15 жовтня царевич урочисто вступив в Астрахань і був поселений у спеціально приготованому йому дворі. Московський гарнізон зустрів його артилерійським салютом. «Військо стояло строєм; у фортеці й у пристані гриміли гармати, били в набати і бубни, грали в труби й у сурми».
В Астрахані Мурад Ґерай почав вести дипломатичні переговори з мурзами Великих та Малих ногаїв, з кримськими беями, противниками хана Іслама II Ґерая, з численними кавказькими володарями. Незважаючи на зовнішній блиск свого становища, Мурад Ґерай перебував під постійним наглядом астраханського воєводи князя Ф. Лобанова та приставлених до нього воєвод Р. Пивова та М. Бурцова. Всі прийоми Мурадом Ґераєм ногайських мурз, усі переговори з ними, питання про їх нагородження, виїзди його за межі міста, навіть відвідування ним мечеті відбувалися в присутності, у супроводі та з дозволу Пивова та Бурцова. Бій Ногайської Орди Урус змушений був зі своїми підданими перейти у підданство до московського царя і відправив заручників до Астрахані. Восени 1586 року Мурад Ґерай запросив своїх братів Саадета Ґерая і Сафу Ґерая приїхати до нього в Астрахань. Саадет прибув в Астрахань з Кумикії, а його брат Сафа продовжував кочувати в Черкесії та Малій Ногайській орді, відмовляючись від тісних контактів із московським урядом.
Наприкінці 1586 — на початку 1587 року Мурад Ґерай, супроводжуваний почетом і російськими стрільцями, вирушив з Астрахані до Кумикії, щоб одружитися з дочкою шамхала тарковського. Своїм заступником в Астрахані Мурад залишив старшого брата Саадета Ґерая. На початку 1587 року Мурад Герай повернувся з Дагестану в Астрахань, не одружившись і не переконавши тарковського шамхала перейти в московське підданство. Восени того ж 1587 року в Астрахані раптово помер Саадет Ґерай. Єртуган, вдова Саадета, вдруге вийшла заміж за Мурада Ґерая.
У квітні 1588 року після смерті кримського хана Ісляма II Ґерая османський султан Мурад III призначив новим ханом його брата Гази II Ґерая (1588–1607). Гази II, утвердившись на ханському престолі в Бахчисараї, відправив послання до царевичів Мураду і Сафі Ґераїв, багатьом татарським князям і мурзам, які втікали раніше з Криму, пропонуючи їм повернутися назад. У травні 1588 року Сафа Ґерай з великою групою татарських і ногайських князів прибув до Бахчисарая, де був призначений новим нуреддіном . У червні 1588 року у таємній зустрічі з московським посланцем І. Судаковим-М'ясним нуреддіном Сафа Ґерай попросив відпустити його брата Мурада Ґерая з Астрахані до Криму, де новий хан Гази II Ґерай обіцяв призначити його калгою. У серпні та грудні 1588 року Гази II відправляв свої посольства до Москви, просячи відпустити Мурада Ґерая з Астрахані до Криму. Московський уряд заявив, що він не тримає Мурада Ґерая в Астрахані і надає йому на вибір, чи залишатися йому в Астрахані, чи повернутися до Криму.
У лютому 1589 року за розпорядженням царського уряду Мурад Ґерай здійснив другу поїздку до столиці Московії. Супроводжуваний дружиною, пасинком Кумик Ґераєм і великою делегацією, він прибув до Москви, де зустріли видатних членів боярської думи. Спочатку його зустрічали скарбник І. Траханіотов, думний дворянин М. Безнін, та був бояри князь Т. Трубецькій князь Ф. Шастунов та окольничий І. Бутурлін. Кримський гонець Казан Ага, який на той час перебував у московській столиці, отримав дозвіл зустрітися з Мурадом Ґераєм і супроводжувати його до Астрахані.
Навесні 1589 року Мурад Ґерай був відпущений з Москви в Астрахань. Йому було дозволено вести зносини з новим ханом Гази II Ґераєм і надіслати до Криму свою людину «для звісток». Влітку та восени Гази II відправив два посольства до Москви, просячи царський уряд відпустити свого племінника Мурада Ґерая з Астрахані до Криму. У листопаді на царській аудієнції кримський посол Аллаш Богатир від імені хана попросив відпустити царевича на батьківщину, заявивши, що сам Мурад Ґерай бажає повернутися до Криму і писав про це своєму дядькові.
Влітку 1590 року Мурад Ґерай втретє відвідав Москву. 13 червня він був прийнятий царем у Грановитій палаті. На аудієнції були присутні впливові царські вельможі, боярин Богдан Сабуров та окольничий князь Федір Хворостинін, боярин князь Микита Трубецькой та боярин князь Дмитро Хворостинін. 21 липня Мурад Герай разом із пасинком і дружиною було відпущено зі столиці а Астрахань, куди його супроводжували царські воєводи та служиві люди.
Навесні 1591 року Мурад Ґерай разом зі своїм пасинком і племінником Кумиком Ґераєм раптово помер в Астрахані. Московські літописи звинувачують у їхній смерті кримців, які підіслали до них людей з отрутою. Кримці зі свого боку звинувачували у тому ж московський уряд.